# Bermuda op de Olympische Zomerspelen 2008
Bermuda nam deel aan de Olympische Zomerspelen 2008 in Peking, China.
Bermuda debuteerde op de Zomerspelen in 1936 en deed in 2008 voor de zestiende keer mee. Bij de vijftien voorgaande deelnames van Bermuda werd er één medaille gewonnen. Deze medaille (brons) werd op de Spelen van 1976 bij het boksen behaald door Clarence Hill bij de zwaargewichten. Dit keer werd geen medaille gewonnen.

## Deelnemers en resultaten
De deelneemster bij de triatlon nam deel op uitnodiging van de Olympische tripartitecommissie.
 (m) = mannen, (v) = vrouwen 

### Atletiek
| Olympiër     | Discipline      | Resultaat | Prestatie                           |
| ------------ | --------------- | --------- | ----------------------------------- |
| Tyrone Smith | verspringen (m) | 14e       | kwalificatie groep B: 6e met 7,91m  |
|              |                 |           |                                     |
| Arantxa King | verspringen (v) | 36e       | kwalificatie groep B: 19e met 6,01m |

### Paardensport
| Olympiër         | Discipline     | Resultaat      | Prestatie                                     |
| Springconcours   | Springconcours | Springconcours | Springconcours                                |
| ---------------- | -------------- | -------------- | --------------------------------------------- |
| Jillian Terceira | individueel    | 39e            | kwalificatie: 1e ronde: 39e met 5 strafpunten |

### Triatlon
| Olympiër    | Discipline | Resultaat | Prestatie |
| ----------- | ---------- | --------- | --------- |
| Flora Duffy | vrouwen    | gedubbeld |           |

### Zwemmen
| Olympiër        | Discipline          | Resultaat | Prestatie              |
| --------------- | ------------------- | --------- | ---------------------- |
| Roy-Allan Burch | 100m vrije slag (m) | 60e       | serie 2: 5e in 52,65   |
|                 |                     |           |                        |
| Kiera Aitken    | 100m rugslag (v)    | 33e       | serie 1: 1e in 1.02,62 |

Afghanistan · Albanië · Algerije · Amerikaanse Maagdeneilanden · Amerikaans-Samoa · Andorra · Angola · Antigua en Barbuda · Argentinië · Armenië · Aruba · Australië · Azerbeidzjan · Bahama's · Bahrein · Bangladesh · Barbados · België · Belize · Benin · Bermuda · Bhutan · Bolivia · Bosnië en Herzegovina · Botswana · Brazilië · Britse Maagdeneilanden · Bulgarije · Burkina Faso · Burundi · Cambodja · Canada · Centraal-Afrikaanse Republiek · Chili · China · Chinees Taipei · Colombia · Comoren · Congo-Brazzaville · Congo-Kinshasa · Cookeilanden · Costa Rica · Cuba · Cyprus · Denemarken · Djibouti · Dominica · Dominicaanse Republiek · Duitsland · Ecuador · Egypte · El Salvador · Equatoriaal-Guinea · Eritrea · Estland · Ethiopië · Fiji · Filipijnen · Finland · Frankrijk · Gabon · Gambia · Georgië · Ghana · Grenada · Griekenland · Groot-Brittannië · Guam · Guatemala · Guinee · Guinee‑Bissau · Guyana · Haïti · Honduras · Hongarije · Hongkong · Ierland · IJsland · India · Indonesië · Irak · Iran · Israël · Italië · Ivoorkust · Jamaica · Japan · Jemen · Jordanië · Kaaimaneilanden · Kaapverdië · Kameroen · Kazachstan · Kenia · Kirgizië · Kiribati · Koeweit · Kroatië · Laos · Lesotho · Letland · Libanon · Liberia · Libië · Liechtenstein · Litouwen · Luxemburg · Macedonië · Madagaskar · Malawi · Malediven · Maleisië · Mali · Malta · Marshalleilanden · Marokko · Mauritanië · Mauritius · Mexico · Micronesië · Moldavië · Monaco · Mongolië · Montenegro · Mozambique · Myanmar · Namibië · Nauru · Nederland · Nederlandse Antillen · Nepal · Nicaragua · Nieuw-Zeeland · Niger · Nigeria · Noord-Korea · Noorwegen · Oeganda · Oekraïne · Oezbekistan · Oman · Oostenrijk · Oost‑Timor · Pakistan · Palau · Palestina · Panama · Papoea-Nieuw-Guinea · Paraguay · Peru · Polen · Portugal · Puerto Rico · Qatar · Roemenië · Rusland · Rwanda · Saint Kitts en Nevis · Saint Lucia · Saint Vincent en Grenadines · Salomonseilanden · Samoa · San Marino · Sao Tomé en Principe · Saoedi-Arabië · Senegal · Servië · Seychellen · Sierra Leone · Singapore · Slovenië · Slowakije · Soedan · Somalië · Spanje · Sri Lanka · Suriname · Swaziland · Syrië · Tadzjikistan · Tanzania · Thailand · Togo · Tonga · Trinidad en Tobago · Tsjaad · Tsjechië · Tunesië · Turkije · Turkmenistan · Tuvalu · Uruguay · Vanuatu · Venezuela · Verenigde Arabische Emiraten · Verenigde Staten · Vietnam · Wit-Rusland · Zambia · Zimbabwe · Zuid-Afrika · Zuid-Korea · Zweden · Zwitserland
Uitgesloten van deelname: Brunei